# 中辻博
中辻 博（なかつじ ひろし、1943年11月21日 - ）は、日本の理論化学者。専門は量子化学。NPO法人量子化学研究協会研究所（2006年設立）所長（理事長、第一部門長）。京都大学名誉教授。大阪府生まれ。
中辻は米澤貞次郎（1923年 - 2008年。京都大学）の弟子である。米澤は福井謙一の門下生であるため、福井の孫弟子にあたる。

## 略歴
- 1966年 京都大学工学部 合成化学科卒業
- 1971年 京都大学工学部 燃料化学専攻修了
- 1971年 工学博士（京都大学）。学位論文『Studies on the orbital theories for open-shell systems and the molecular electronic structure（開殻系の軌道理論と分子の電子状態に関する研究）』（主査: 米澤貞次郎）[2]
- 1971年 京都大学工学部 助手
- 1988年 京都大学工学部 助教授
- 1990年 京都大学工学部 教授
- 2007年 京都大学工学研究科 名誉教授
- 2006年- NPO法人量子化学研究協会研究所 所長

## 研究
2000年代、中辻は原子および分子（すなわちクーロン相互作用の系）についてのシュレディンガー方程式とディラック方程式を解くための一般的な方法を開発した。これは解析的な手法であり、波動関数のためのIterative Complement Interaction（ICI、繰り返し完員関数相互作用）またはFree Complement（FC）法（自由完員関数理論）を含む。クーロンポテンシャルのシンギュラリティー（積分発散の困難）を取り扱うために、中辻は 逆（Inverse）シュレディンガー方程式と縮約（Scaled）シュレディンガー方程式を導入した。これらはどちらも元のシュレディンガー方程式と等価であるが、シンギュラリティー問題がない。
分子の励起状態とイオン化状態についてのSAC-CI理論（1978年）と分子と表面の相互作用（化学吸着、触媒）についてのDipped Adcluster Model（DAM、1987年）、密度行列の直接決定の理論（1976年）、分子幾何構造からの分子間の力の理論（ヘルマン–ファインマンの定理を使う、1973年）などで知られる。また、重原子の相対論効果を含むNMRの化学シフトの理論も開発した。
2016年にシュレーディンガー・メダルを受賞した。国際量子分子科学アカデミー会員。1991年に日本化学会学術賞、2004年に日本化学会賞を受賞した。2009年にアジア環太平洋理論・計算化学者連合（APATCC）からFukui Medal、2011年にSenior CMOA（Centre de Mecanique Ondulatoire Appliquee）Medalを受賞。